# بوبوشوو
بوبوشوو (به لهستانی:  Boboszów) یک روستا در لهستان است که در گمینا مینزلشه واقع شده‌است. بوبوشوو ۲۴۰ نفر جمعیت دارد و ۵۲۰ متر بالاتر از سطح دریا واقع شده‌است.